# EIF2B5
EIF2B5‏ (Eukaryotic translation initiation factor 2B subunit epsilon) هوَ بروتين يُشَفر بواسطة جين EIF2B5 في الإنسان.